# Nara (Oka)
Die Nara (russisch Нара) ist ein 158 km langer linker Nebenfluss der Oka im europäischen Teil Russlands.

## Verlauf
Die Nara nimmt ihren Ursprung im See Polezkoje (russisch Полецкое озеро) im Südwesten des Moskauer Höhenrückens, rund 50 km westlich von Moskau im Westen der Oblast Moskau. Wenige Kilometern südwärts durchfließt sie die Nara-Teiche (russisch Нарские пруды), ehe sie weiter in südlicher Richtung durch das dichtbesiedelte Moskauer Umland fließt. Wenig später erreicht sie Naro-Fominsk.
Etwa 15 km östlich von Balabanowo passiert der Fluss die Grenze zur Oblast Kaluga. Er fließt nun weiter in vorwiegend südlicher Richtung den Nordosten der Oblast Kaluga, wo er zahlreiche kleinere Nebenflüsse aufnimmt, ehe er sich nach der Einmündung der Istja nach Osten wendet. Die Nara erreicht wieder die Grenze zwischen den Oblasten Kaluga und Moskau. Hier biegt sie wieder in südliche Richtungen ab und markiert nun für einige Kilometer die Grenze der Oblaste.
Kurz darauf wendet sie sich wieder in Richtung Osten und fließt nun wieder auf dem Gebiet der Oblast Moskau. Bei Stankowo biegt sie erneut nach Süden ab, kurz darauf erreicht sie Serpuchow, wo sie in die Oka mündet.

## Hydrologie
Die Nara hat 80 km vor der Mündung eine mittlere Abflussmenge von 5,5 m³/s. Sie ist durchschnittlich von Ende November/Anfang Dezember bis in den April hinein gefroren. Der Eisgang dauert etwa fünf Tage, das durch die Schneeschmelze verursachte Frühjahrshochwasser durchschnittlich 36 Tage vom März bis in den Mai, und liefert rund 46 % der jährlichen Abflussmenge. Ein weiteres Abflussmaximum wird durch Regenfälle zwischen September und November verursacht. Der Fluss ist aufgrund seiner geringen Tiefe nicht schiffbar.